# Tyler Ritter
Tyler Ritter (Los Ángeles, 31 de enero de 1985) es un actor estadounidense conocido por su papel de Ronny McCarthy en la serie de televisión The McCarthys.

## Biografía
Ritter es hijo John Ritter y hermano de Jason Ritter. Creció en Los Ángeles. Actuó en obras de teatro escolares y películas amateur. Después de graduarse en la Universidad de Pensilvania en 2007, trabajó tres años como profesor en Argentina, donde se casó con la directora Lelia Parma. Regresó a Los Ángeles y empezó su carrera como actor a los 25 años. Ha tenido papeles en Grey's Anatomy y Modern Family. En 2014 consigue el papel protagonista en la comedia Los McCarthy, interpretando a Ronny McCarthy, el hijo abiertamente gay en una familia de seis.
El 28 de junio se dio a conocer que Ritter fue elegido para interpretar de forma recurrente al detective Billy Malone durante la quinta temporada de Arrow.

## Filmografía
| Año       | Título                 | Personaje              | Notas                    |
| --------- | ---------------------- | ---------------------- | ------------------------ |
| 2019      | The Good Doctor        | George Reynolds        | 1 episodio               |
| 2016      | Arrow                  | Detective Billy Malone | Elenco recurrente        |
| 2016      | Young & Hungry         | Adam Foley             | 2 episodios              |
| 2016      | NCIS: New Orleans      | Luca Sciuto            | 1 episodio               |
| 2016      | NCIS                   | Luca Sciuto            | 1 episodio               |
| 2015      | Agents of S.H.I.E.L.D. | Thomas Ward            | 1 episodio               |
| 2015      | Hot in Cleveland       | Bart                   | 1 episodio               |
| 2014      | Work Mom               | Marc Rhodes            | Película para televisión |
| 2014      | Go Fish                | Gabe                   | Cortometraje             |
| 2014-2015 | The McCarthys          | Ronny McCarthy         | Elenco principal         |
| 2014      | An Evergreen Christmas | Adam                   |                          |
| 2014      | Girlfriend Lies        | Gonz                   | Cortometraje             |
| 2014      | Grey's Anatomy         | Sr. Zarr               | 1 episodio               |
| 2013      | Slice                  | Morgan                 | Cortometraje             |
| 2013      | Modern Family          | Randall                | 1 episodio               |
| 2013      | Life in Text           | Benjamin               | Cortometraje             |
| 2012      | Defeat the Label       |                        | Cortometraje             |
| 2011      | Weekends at Bellevue   |                        | Película para televisión |
| 2008      | Good Dick              | Young Handsome Man     |                          |